# Karl Geitz

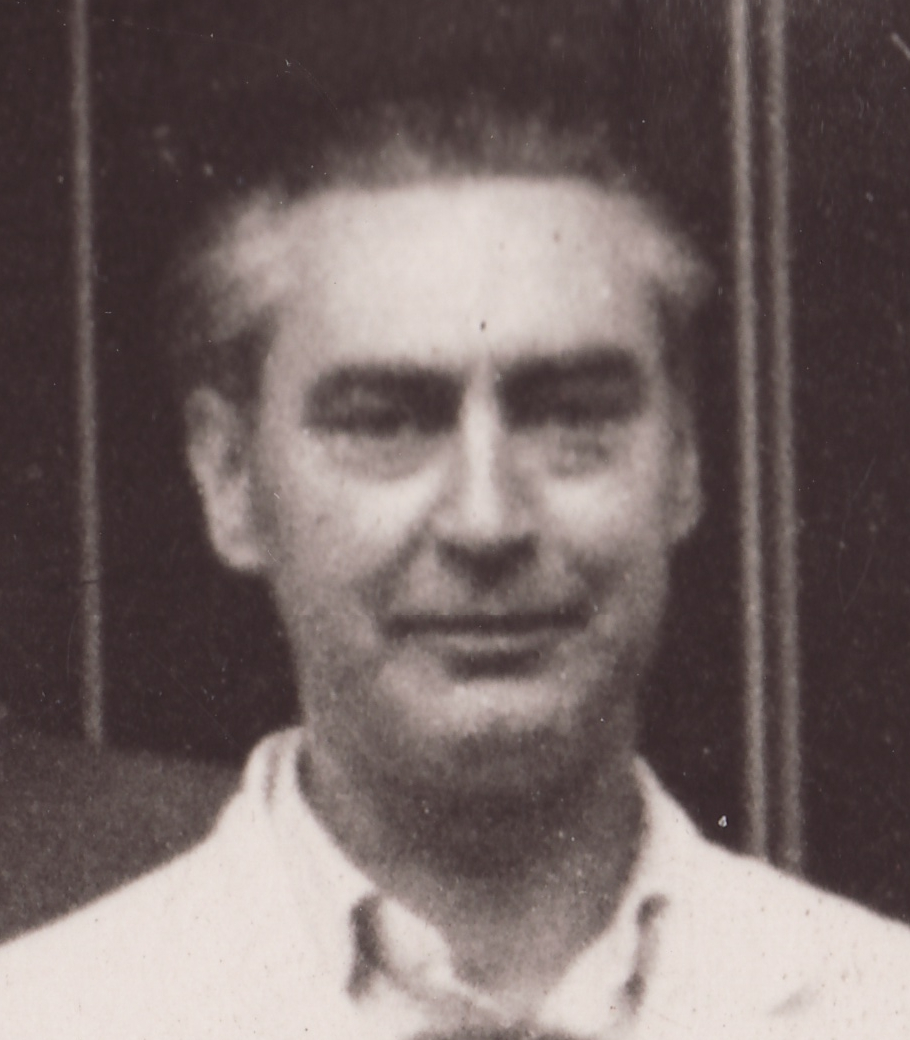
Karl Geitz (1913–2008)

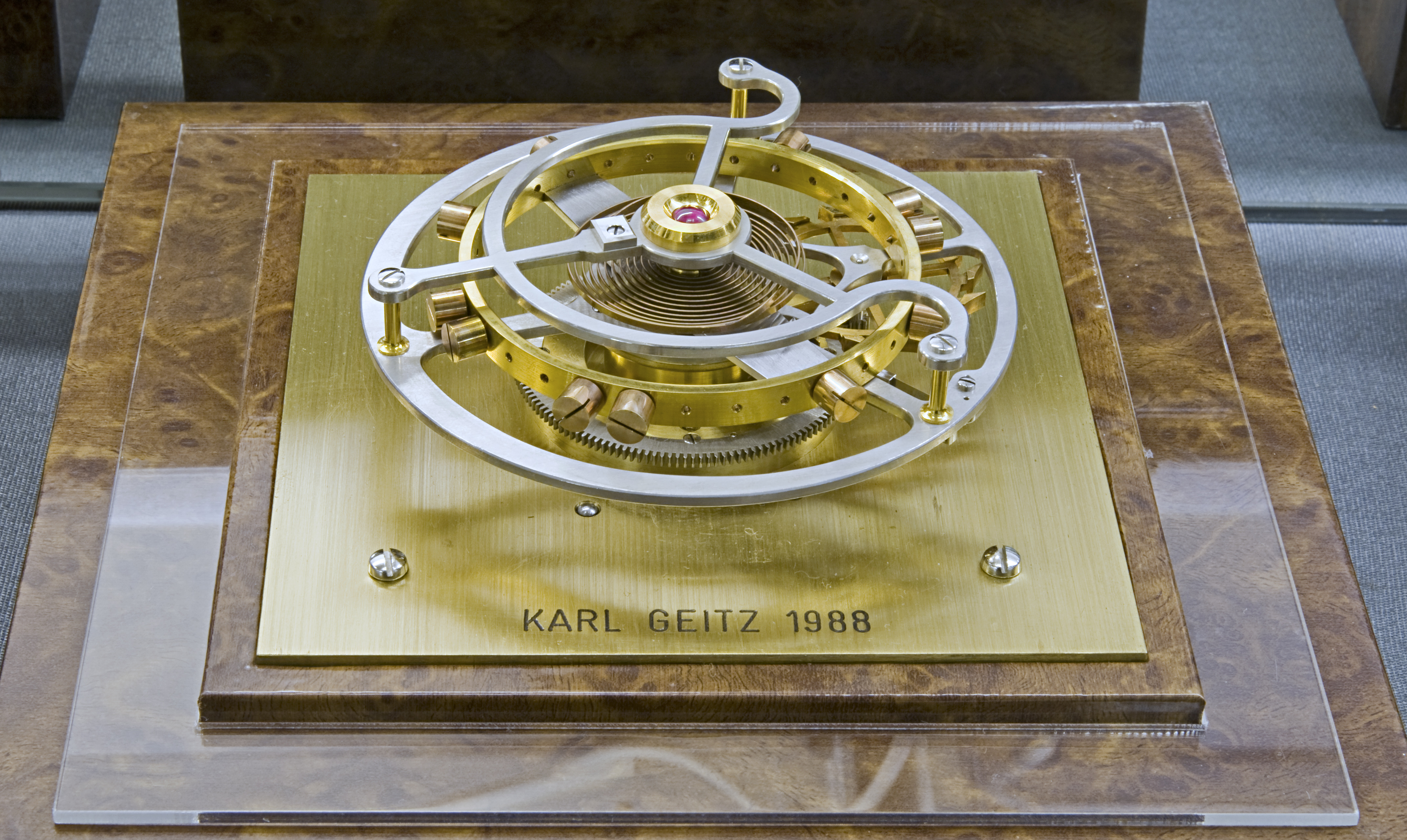
Hemmungsmodell von Karl Geitz aus dem Jahr 1988

Karl Geitz (* 10. Oktober 1913; † 27. September 2008) war ein deutscher Uhrmacher, Fachlehrer und Namensgeber der Hessischen Uhrmacherschule.

## Leben
Nach seiner Lehrzeit als Uhrmacher erhielt Karl Geitz für seine hervorragenden Leistungen ein Stipendium zum Besuch der Deutschen Uhrmacherschule Glashütte in Sachsen. Während seines Aufenthaltes an der Schule von Mai 1934 bis Oktober 1935 bestand er die Reife- und Meisterprüfung. Als Schuluhr fertigte er eine Taschenuhr erster Güte mit Ankerhemmung und als Meisterstück 1935 eine große Damenarmbanduhr mit Dreiviertelplatine und Glashütter Ankerradklöbchen auf der Basis eines Urofa-Werkes.
Als Meisterschüler des legendären DUS-Lehrers Alfred Helwig baute er zusätzlich 1935 noch ein fliegendes Ein-Minuten-Tourbillon mit Federhemmung, Auf- und Abwerk und zwei hintereinander geschalteten Federhäusern, das als besonders herausragende Arbeit mit der DUS-Sondernummer 34 in die Geschichte einging. Der Bau von Tourbillons durfte damals nur mit Genehmigung der Schulleitung erfolgen, nachdem festgestellt wurde, dass der Schüler das nötige Können und Durchstehvermögen besaß. Dieses Tourbillon erzielte 1937 bei einem Chronometerwettbewerb der Deutschen Seewarte in Hamburg einen ersten Preis in der Kategorie Sonderklasse – die höchste Auszeichnung die zu dieser Zeit von einer mechanischen Taschenuhr erreicht werden konnte.
Beim Schulabgang erhielt Karl Geitz eine Anerkennungsurkunde der Großmann-Stiftung und arbeitete kurze Zeit bei Willenberg in Mainz. Ab Oktober 1936 bis 1945 war er Lehrer an der Deutschen Uhrmacherschule Glashütte in Glashütte und der dortigen Bezirks-Uhrmacherschule.
1951 richtete Karl Geitz in Frankfurt am Main die Landesfachklasse für Uhrmacher ein. Dies war der Grundstein für die Hessische Uhrmacherschule. Er blieb Leiter bis zu seiner Pensionierung 1979. Die Schule trägt heute ehrenhalber seinen Namen.
Nach der Pensionierung fertigte Karl Geitz noch 25 große Hemmungsmodelle der verschiedensten Hemmungen, die sich heute im Frankfurter Uhren- und Schmuckmuseum befinden.